# Leila Barros
Pour les articles homonymes, voir Barros.
Leila de Gomes de Barros , dite Leila Barros, née le 30 septembre 1971 à Brasilia, est une joueuse de volley-ball et de beach-volley brésilienne devenue par la suite femme politique.

## Politique
Elle est secrétaire du sport, du tourisme et du loisir du District fédéral (Brésil).

## Palmarès en volley-ball
- Jeux olympiques
  -  Médaille de bronze en volley-ball en 1996 à Atlanta
  -  Médaille de bronze en volley-ball en 2000 à Sydney

- Coupe du monde de volley-ball féminin
  -  Médaille d'argent en 1995 au Japon
  -  Médaille d'argent en 2003 au Japon
  -  Médaille de bronze en 1999 au Japon

- Jeux panaméricains
  -  Médaille d'or en 1999 à Winnipeg avec l'équipe du Brésil de volley-ball féminin

## Vie privée
Elle est mariée au joueur de beach-volley Emanuel Rego.